# Aeropuerto Internacional de Moscú-Sheremétievo
El Aeropuerto Internacional de Moscú-Sheremétievo (IATA: SVO, OACI: UUEE) (/ʂɨrʲɪˈmʲetʲjɪvə/, en ruso: Международный аэропорт Москва-Шереметьево, habitualmente transliterado a la inglesa 'Sheremetyevo') es el mayor aeropuerto de Rusia, se encuentra situado al norte de la ciudad de Moscú, la capital del país. Es la base de operaciones de la aerolínea rusa Aeroflot. 
Es el mayor aeropuerto de Moscú, ya que por el interior de sus terminales pasaron en el año 2018 un aproximado de 45 millones de pasajeros. 
También es base central de operaciones para la aerolínea Pobeda, desde el 1 de mayo de 2021. Construido originalmente como base militar aérea, Sheremetyevo se convirtió en un aeropuerto civil en 1959, y en un concurso de 2019, recibió el nombre del poeta ruso Alexander Pushkin.
Moscú tiene varios aeropuertos: el Aeropuerto Internacional de Moscú-Sheremétievo es el que registra el mayor tráfico de pasajeros, seguido del Aeropuerto Internacional de Moscú-Domodédovo, y en un distante tercer lugar Vnúkovo. 
El código conjunto para todos los aeropuertos de Moscú es MOW.

## Historia

### Época soviética
El aeropuerto fue construido originalmente como un aeródromo militar llamado Sheremetyevsky (Шереметьевский), que lleva el nombre de un pueblo del mismo nombre, así como la estación Savelov del ferrocarril del mismo nombre. El 1 de septiembre de 1953, el Consejo de Ministros de la Unión Soviética promulgó el decreto para la construcción del Aeródromo Central de las Fuerzas Aéreas cerca del asentamiento de Chashnikovo (Чашниково) en las afueras de Moscú. El aeropuerto entró en funcionamiento el 7 de noviembre de 1957 para celebrar el 40.º aniversario de la Revolución de Octubre.
En agosto de 1959, el Consejo de Ministros dictó un decreto por el que se ponía fin al uso militar de la base aérea, que pasaría a manos de la Dirección Principal de la Flota Aérea Civil para convertirla en aeropuerto civil. Los fines civiles de Sheremetyevo iniciaron el 11 de agosto de 1959, cuando un Tupolev Tu-104B aterrizó en el aeropuerto procedente de Leningrado.

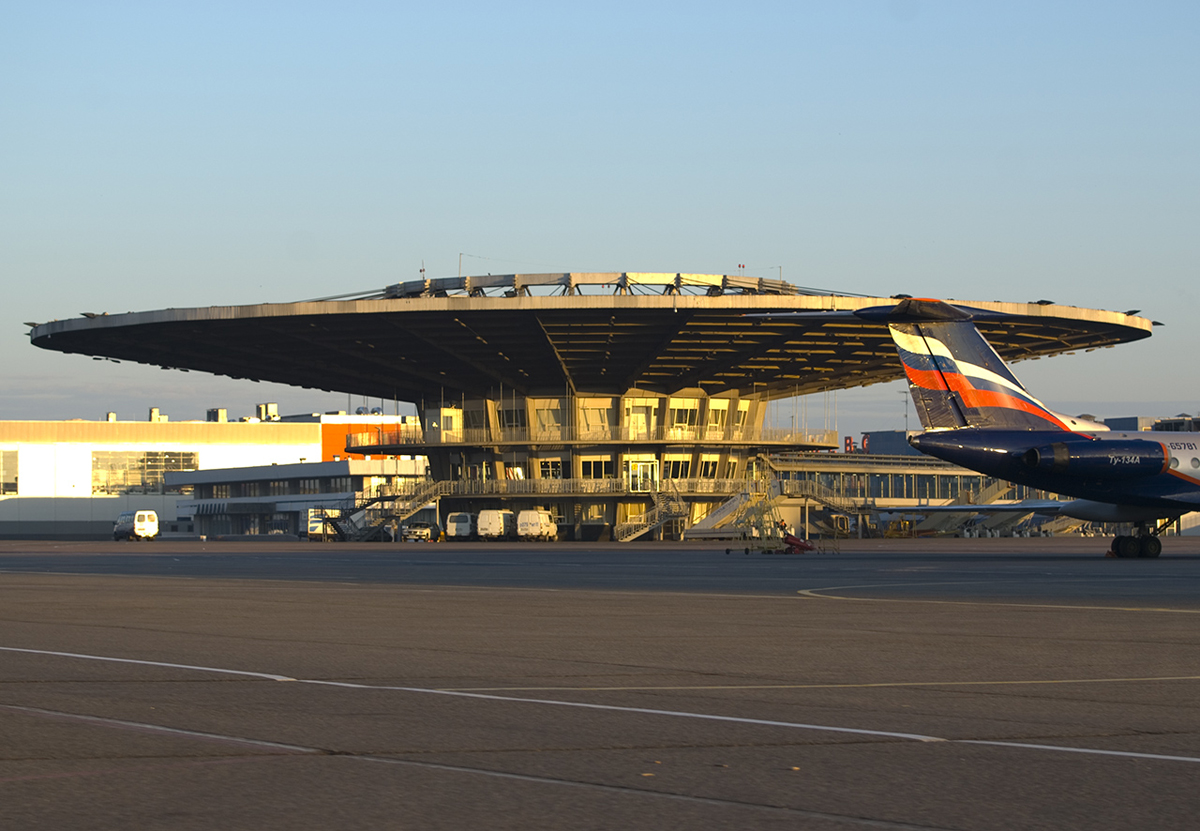
"Platillo volador" de los formadores de Sheremetyevo-1 (Terminal inicial B)

El primer vuelo internacional tuvo lugar el 1 de junio de 1960 con destino al aeropuerto berlinés de Schönefeld, utilizando un Ilyushin Il-18. Sheremetyevo se inauguró oficialmente un día después, con una terminal de dos plantas que ocupaba 1 820 metros cuadrados (19 600 pies cuadrados). El 3 de septiembre de 1964 se inauguró la terminal Sheremetyevo-1. Ese año, 18 compañías aéreas extranjeras tenían vuelos regulares a Sheremetyevo, con hasta 10 tipos de aviones diferentes. A finales de 1964, Sheremetyevo atendía a 822.000 pasajeros y 23 000 toneladas de correo y carga, de los cuales 245 000 pasajeros y 12 000 toneladas de carga eran transportados internacionalmente. Pronto, a finales de 1965, la mayoría de los vuelos internacionales con destino a la URSS se realizaban a través de Sheremetyevo gracias a los acuerdos de tráfico aéreo de Aeroflot con 47 países diferentes.
A principios de la década de 1970, se construyó una segunda pista en Sheremetyevo, y el primer avión de pasajeros que aterrizó fue un Ilyushin Il-62. Para preparar los Juegos Olímpicos de 1980, el Ministerio de Aviación Civil aprobó a principios de 1976 la construcción de una segunda terminal para Sheremetyevo, Sheremetyevo-2. La construcción de Sheremetyevo-2 comenzó el 17 de noviembre de 1977.
El 1 de enero de 1980 se puso en funcionamiento el Sheremetyevo-2, con capacidad para atender a 6 millones de pasajeros al año, es decir, 2100 pasajeros por hora.[13] A pesar de ello, su ceremonia oficial de inauguración se celebró mucho más tarde, el 6 de mayo de 1980. Durante los Juegos Olímpicos, Sheremetyevo dio servicio a más de 460.000 pasajeros internacionales.

Sheremétievo se abrió al tráfico civil el 11 de agosto de 1959. El primer vuelo internacional se produjo en 1960, con destino la ciudad de Berlín (Schönefeld). La Terminal 1 (Sheremétievo 1; dedicada a los vuelos nacionales) fue abierta el 3 de septiembre de 1964. El 12 de septiembre de 1967 despegó de Sheremétievo el primer vuelo regular de pasajeros del Tupolev Tu-134 (con destino a Estocolmo). También despegó de Sheremétievo el primer vuelo regular del Ilyushin Il-62 el 15 de septiembre de ese mismo año con destino a Montreal.
La Terminal de Sheremétievo-2 fue abierta el 1 de enero de 1980. Su construcción fue programada para que estuviera operativa para los Juegos Olímpicos de 1980. Sheremétievo-2 es más grande que Sheremetyevo-1, y es el punto de partida y llegada de los vuelos internacionales. Los vuelos de cabotaje y chárter operan en la Terminal 1. No hay ninguna conexión física entre las dos terminales, por lo que esencialmente operan como dos aeropuertos diferentes que comparten las pistas. Este diseño es muy inusual en los aeropuertos, siendo el Aeropuerto de Perth (Australia) otro de los pocos aeropuertos que tiene esta estructuración. 
El aeropuerto tiene un tráfico anual de unos 12 millones de pasajeros. En 2005 llegó a 12 140 000 pasajeros, lo que supone un cuarto del total de pasajeros de los aeropuertos de Moscú, y el 60 % de los pasajeros internacionales.

## Accesos y transporte
Llegar desde el centro de Moscú hasta el aeropuerto por carretera puede tardar entre 20 minutos y 2 horas, debido a los frecuentes atascos en la principal vía de acceso (la Autopista Leningrádskoe), especialmente en hora punta. El precio del trayecto en un taxi legal cuesta unos 40 dólares. Existen varias líneas de autobuses y minibuses que conectan el aeropuerto con ciertas estaciones periféricas de la red de Metro de Moscú.
No obstante, la opción más rápida para desplazarse entre el centro de Moscú y el aeropuerto es la conexión ferroviaria directa denominada Aeroexpress (Аэроэкспресс) entre la Estación Belorusski, en Moscú, y el aeropuerto.

## Próximas construcciones

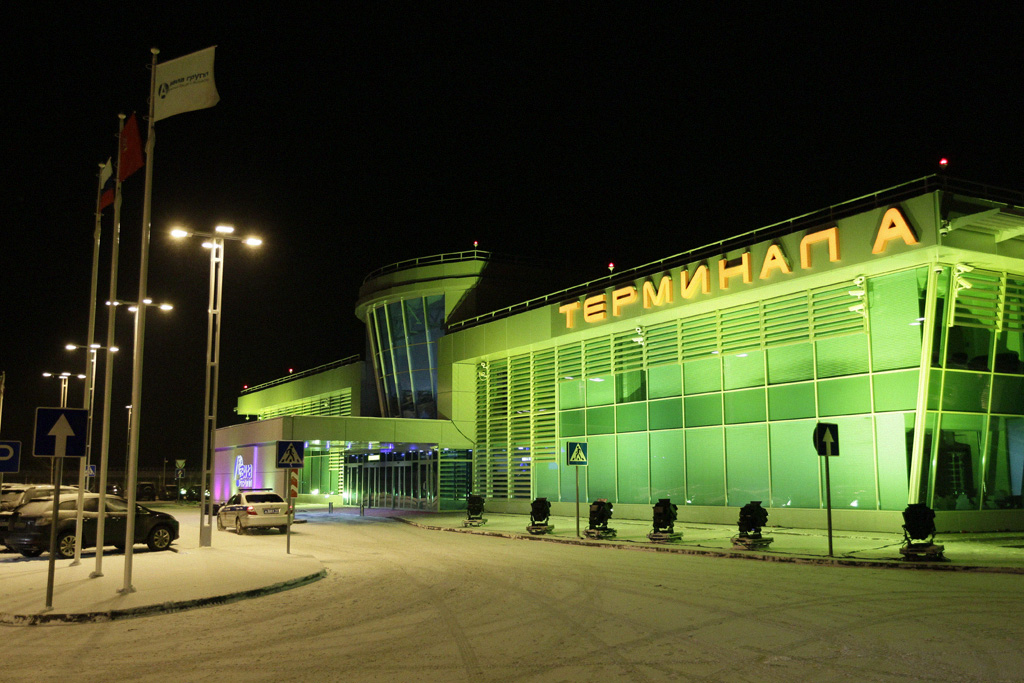
Terminal A.

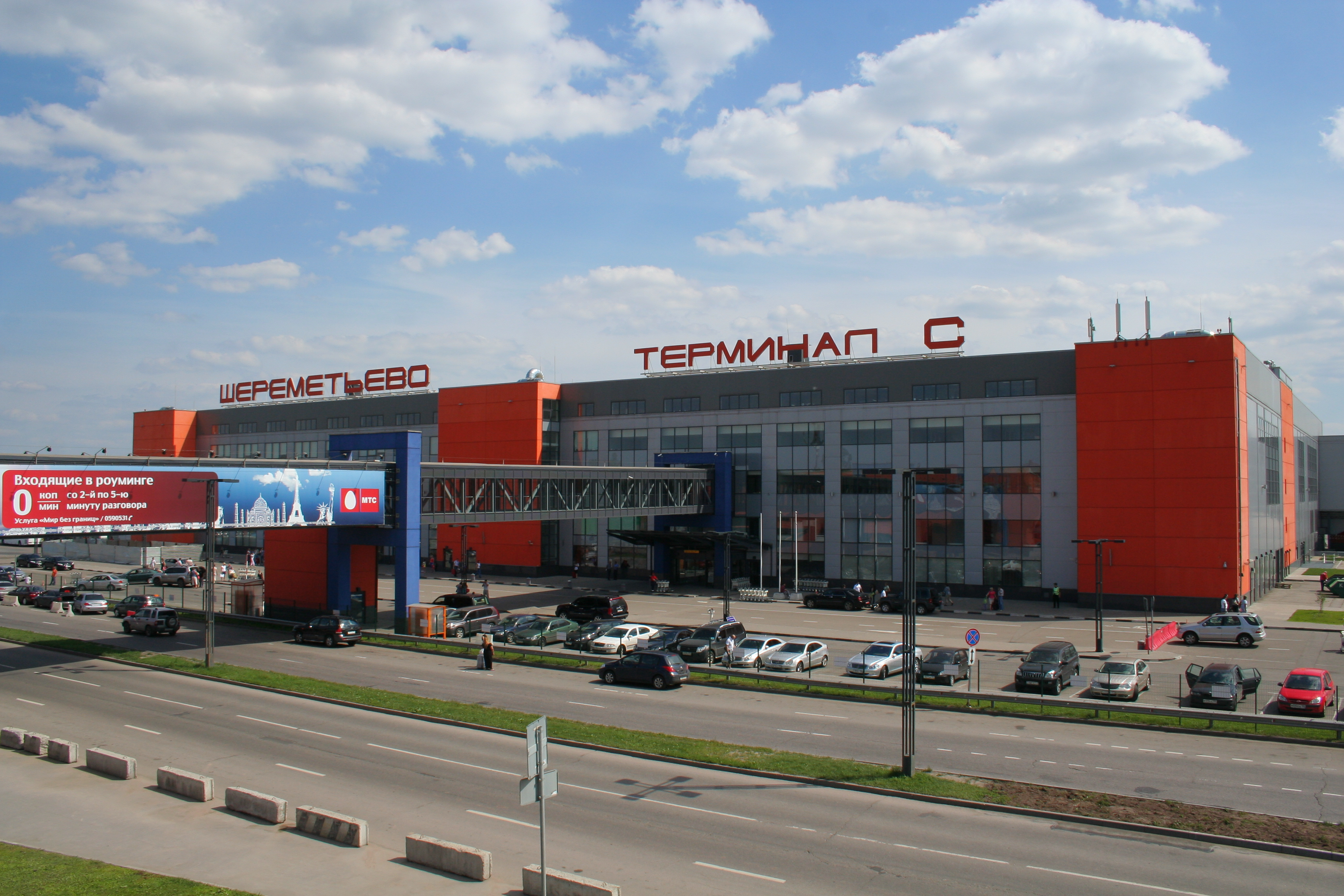
Terminal C.

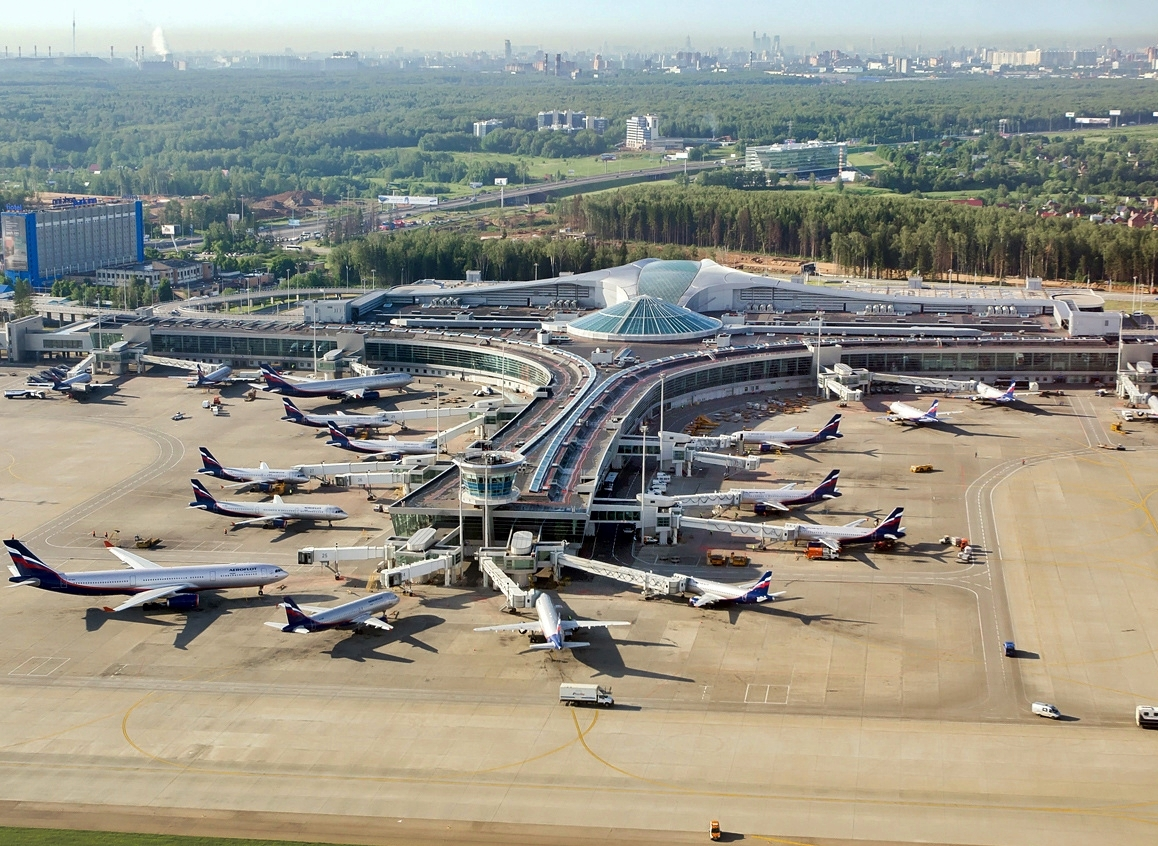
Terminal D.

En los años 2000, Sheremétievo ha sufrido la creciente competencia del Aeropuerto Internacional de Moscú-Domodédovo, más moderno y confortable. Tras el traslado de Sheremétievo a Domodédovo de compañías como British Airways, Iberia, Austrian Airlines o Swiss, se ha acometido una reforma integral de sus instalaciones para estar a la altura de su competidor.
Las mejoras en el aeropuerto incluyen la construcción de una tercera terminal (Terminal A o Sheremétievo 3), que se dedica a los vuelos de Aeroflot y otras compañías del grupo SkyTeam, inaugurado en noviembre de 2009.
Se ha abierto una nueva terminal, denominada Terminal C, junto a la vieja Terminal 1. Costó 87.7 millones de dólares USD, y luce los nuevos colores de Aeroflot: naranja y azul oscuro. Esta nueva terminal tiene una capacidad de 5 millones de pasajeros anuales y una superficie de 40 000 metros cuadrados. La antigua Terminal 1 será remodelada en breve como una terminal para la aviación general y los vuelos ejecutivos.
En la Terminal 2 (renombrada como Terminal B) se está llevando a cabo un programa de reparaciones estéticas, que comenzó el 10 de febrero de 2007. Tras estas obras, que disponen de un presupuesto de 310 millones de dólares USD, las instalaciones duplicaron su capacidad hasta los 18 millones de pasajeros anuales, y las pistas son capaces de acoger un Airbus A380. Estas obras incluyen la construcción de dos nuevas alas adosadas a la terminal, que alojan las salas de espera para los pasajeros y los puestos de estacionamiento y embarque de aviones, así como una conexión con la Terminal A y nuevas tiendas, cafeterías, restaurantes, salas VIP y un nuevo aparcamiento. 
Estaba previsto construir una conexión ferroviaria entre el aeropuerto y la Estación Leningrado de Moscú, de la que salen los trenes con destino a San Petersburgo (ciudad antes denominada Leningrado, de ahí el nombre). Dichos planes se abandonaron cuando el Ayuntamiento de la ciudad anunció que concentraría todo su esfuerzo económico en mejorar el tercer aeropuerto de Moscú (Vnúkovo).
Está programada una remodelación integral de las dos pistas del aeropuerto que incluye un repavimentado y ampliación del ancho. El Gobierno del Óblast de Moscú ha reservado terrenos adyacentes al aeropuerto para la construcción de una futura tercera pista.
En 2011 empezó la construcción de la tercera pista en la zona norte del aeropuerto situada a 280m de las anteriores y dotandola de una calle de rodaje lo suficientemente ancha para albergar al A380.
Las obras debian de haber concluido para el mundial de la fifa 2018 pero finalizaron las obras a finales de 2019 debido a problemas al tener que modificar el trazado de líneas de servicios esenciales como un gaseoducto.
En enero de 2020 se cerró la pista central, la más antigua, para reformarla completamente, reabriendose el diciembre del mismo año.
Se espera que en enero empiecen las reformas de la segunda pista.
En 2019 se anunció la construcción de una nueva terminal que se denominará terminal G y se espera para 2024

## Aerolíneas y destinos

### Destinos nacionales
| Aerolíneas        | Destinos |
| ----------------- | --- |
| Aeroflot          | Anapa, Arcángel, Astracán, Barnaúl, Bélgorod, Ekaterimburgo, Irkutsk, Jabárovsk, Kaliningrado, Kémerovo, Krasnodar, Krasnoyarsk, Magadán, Mineralnie Vodi, Narián-Mar, Nizhnevártovsk, Novosibirsk, Omsk / Perm / Petropávlovsk-Kamchatski, Samara, Simferópol, San Petersburgo, Sochi, Tiumén, Ufá, Vladivostok, Volgogrado |
| Nordwind Airlines | Adler, Simferópol, San Petersburgo |
| Ikar - Pegas Fly  | Blagovéshchensk, Magadán, Jabárovsk |
| Severstal         | Cherepovéts |

### Destinos internacionales
| Ciudades por países                       | Nombre del aeropuerto                               | Aerolíneas                     | Aeronaves | Frecuencias semanales |
| África                                    | África                                              | África                         | África    | África                |
| ----------------------------------------- | --------------------------------------------------- | ------------------------------ | --------- | --------------------- |
| Argelia (1 destino, 1 aerolínea)          |                                                     |                                |           |                       |
| Argel                                     | Aeropuerto de Argel                                 | Air Algérie                    |           |                       |
| Suramérica                                |                                                     |                                |           |                       |
| Venezuela (1 destino, 1 aerolínea)        |                                                     |                                |           |                       |
| Porlamar                                  | Aeropuerto Internacional del Caribe Santiago Mariño | Nordwind Airlines              |           |                       |
| Asia                                      |                                                     |                                |           |                       |
| Armenia (1 destino, 2 aerolíneas)         |                                                     |                                |           |                       |
| Ereván                                    | Aeropuerto Internacional de Zvartnots               | Aeroflot Nordwind Airlines     |           |                       |
| Azerbaiyán (1 destino, 1 aerolínea)       |                                                     |                                |           |                       |
| Bakú                                      | Aeropuerto Internacional Heydar Aliyev              | Aeroflot                       |           |                       |
| China (14 destinos, 6 aerolíneas)         |                                                     |                                |           |                       |
| Cantón                                    | Aeropuerto Internacional de Cantón-Baiyun           | China Southern Airlines        |           |                       |
| Chengdu                                   | Aeropuerto Internacional de Chengdú-Shuangliu       | Sichuan Airlines               | A3xx      |                       |
| Haikou                                    | Aeropuerto Internacional de Haikou-Meilan           | Hainan Airlines                |           |                       |
| Hangzhou                                  | Aeropuerto Internacional de Hangzhou-Xiaoshan       | Beijing Capital Airlines       |           |                       |
| Lanzhou                                   | Aeropuerto Internacional de Lanzhou-Zhongchuan      | China Southern Airlines        |           |                       |
| Nankín                                    | Aeropuerto Internacional de Nankín-Lukou            | Air China                      |           |                       |
| Pekín                                     |                                                     |                                |           |                       |
| Aeropuerto Internacional de Pekín-Capital | Air China Hainan Airlines                           |                                |           |                       |
| Aeropuerto Internacional de Pekín-Daxing  | China Southern Airlines                             |                                |           |                       |
| Qingdao                                   | Aeropuerto Internacional de Qingdao-Liuting         | Beijing Capital Airlines       |           |                       |
| Shanghái                                  | Aeropuerto Internacional de Shanghái-Pudong         | China Eastern Airlines         |           |                       |
| Shenzhen                                  | Aeropuerto Internacional de Shenzhen-Bao'an         | China Southern Airlines        |           |                       |
| Tianjin                                   | Aeropuerto Internacional de Tianjín-Binhai          | Tianjin Airlines               |           |                       |
| Urumqi                                    | Aeropuerto Internacional de Ürümqi                  | China Southern Airlines        |           |                       |
| Wuhan                                     | Aeropuerto Internacional de Wuhan-Tianhe            | China Southern Airlines        |           |                       |
| Xi'an                                     | Aeropuerto Internacional de Xi'an Xianyang          | China Eastern Airlines         |           |                       |
| Corea del Norte                           |                                                     |                                |           |                       |
| Pionyang                                  | Aeropuerto Internacional de Sunan                   | Nordwind Airlines              |           |                       |
| EAU (2 destinos, 2 aerolíneas)            |                                                     |                                |           |                       |
| Abu Dabi                                  | Aeropuerto Internacional de Abu Dabi                | Etihad Airways Aeroflot        |           |                       |
| Dubai                                     | Aeropuerto Internacional de Dubai                   | Aeroflot                       |           |                       |
| India (1 destino, 2 aerolínea)            |                                                     |                                |           |                       |
| Nueva Delhi                               | Aeropuerto Internacional Indira Gandhi              | Air India Aeroflot             |           |                       |
| Irán (1 destino, 1 aerolínea)             |                                                     |                                |           |                       |
| Teherán                                   | Aeropuerto Internacional Imán Jomeini               | Aeroflot Iran Air (Estacional) |           |                       |
| Mongolia (1 destino, 1 aerolínea)         |                                                     |                                |           |                       |
| Ulán Bator                                | Aeropuerto Internacional Genghis Khan               | MIAT Mongolian Airlines        | B7x7      |                       |
| Siria (1 destino, 1 aerolínea)            |                                                     |                                |           |                       |
| Damasco                                   | Aeropuerto Internacional de Damasco                 | Cham Wings Airlines            | A320-200  |                       |
| Catar (1 destino, 2 aerolínea)            |                                                     |                                |           |                       |
| Doha                                      | Aeropuerto Internacional Hamad                      | Qatar Airways Aeroflot         |           |                       |
| Vietnam (2 destinos, 1 aerolínea)         |                                                     |                                |           |                       |
| Ciudad de Ho Chi Minh                     | Aeropuerto Internacional de Tan Son Nhat            | Vietnam Airlines               |           |                       |
| Hanói                                     | Aeropuerto Internacional de Nội Bài                 | Vietnam Airlines               |           |                       |
| Europa                                    |                                                     |                                |           |                       |
| Bielorrusia (1 destino, 2 aerolíneas)     |                                                     |                                |           |                       |
| Minsk                                     | Aeropuerto Internacional de Minsk                   | Aeroflot Belavia               |           |                       |
| Serbia (1 destino, 1 aerolínea)           |                                                     |                                |           |                       |
| Belgrado                                  | Aeropuerto de Belgrado                              | Air Serbia                     |           |                       |

## Estadísticas
Ver fuente y consulta Wikidata.

## Aerolíneas de carga
- Aeroflot-Cargo
- Cubana cargo
- Martinair
- Air Bridge Cargo